# Dob pri Šentvidu
Dob pri Šentvidu este o localitate din comuna Ivančna Gorica, Slovenia, cu o populație de 196 de locuitori.